# 김경주 (신라)
김경주(金擎柱)는 김유신의 후손이며 신무왕의 부마이다. 

## 생애
아버지 김웅원(金雄元)은 잡찬으로 김균정(金均貞)·김우징(金祐徵)과 김헌창의 난을 진압했다. 이 공으로 아들이었던 김경주가 신무왕의 부마가 된 것이다. 아찬 원홍(元弘)과 당나라에 사신으로 갔고 당 선종(宣宗)이 신라의 주석지신(柱石之臣)이라 불릴 정도로 총애하였다. 다른 왕족으로부터 견제를 받은 가야계(加耶系)의 신김씨(新金氏)는 당나라에서 활동하는 것으로 보인다.
아들 김성해(金成海)도 당나라에서 6두품 출신이었던 고운 최치원(崔致遠)과 교유하였으며 청해진대사 장보고(張保皐)의 딸과 혼인하였다는 것을 보아 신라 진골에서 6두품으로 강등된 것으로 보인다.

## 가족 관계
- 아버지: 김웅원(金雄元)
- 어머니: 한씨(韓氏) - 강서 수령 한준(韓峻)의 딸
  - 부인: 김씨(金氏) - 신라 신무왕(神武王)의 공주
    - 아들: 김성해(金成海) - 도관
    - 자부: 옥산 장씨(玉山張氏) - 청해진대사 장보고(張保皐)의 딸
      - 손자 : 김정철(金挺喆) - 진성여왕 때 대총관으로 대야성에서 견훤의 공격을 막아내다 전사함

    - 아들: 김성대(金成垈) - 상장군